# Liste der katalanischen Außenminister
Diese Liste der katalanischen Außenminister listet alle katalanischen Außenminister seit 2012 auf.
| Antritt           | Abgang            | Außenminister          | Leben  | Partei                                | Regierung            |
| ----------------- | ----------------- | ---------------------- | ------ | ------------------------------------- | -------------------- |
| 2012              | 2015              | Francesc Homs          | * 1969 | Convergència Democràtica de Catalunya | Regierung Mas II     |
| 14. Januar 2016   | 27. Oktober 2017  | Raül Romeva            | * 1971 | Junts pel Sí                          | Regierung Puigdemont |
| 2. Juni 2018      | 22. November 2018 | Ernest Maragall i Mira | * 1943 | Esquerra Republicana de Catalunya     | Regierung Torra      |
| 22. November 2018 | 9. März 2020      | Alfred Bosch           | * 1961 | Catalonia Yes                         | Regierung Torra      |
| 9. März 2020      | 21. März 2020     | Teresa Jordà           | * 1972 | Esquerra Republicana de Catalunya     | Regierung Torra      |
| 21. März 2020     | 26. Mai 2021      | Bernat Solé            | * 1975 | Esquerra Republicana de Catalunya     | Regierung Torra      |
| 26. Mai 2021      | 10. Oktober 2022  | Victòria Alsina        | * 1983 | parteilos                             | Regierung Aragonès   |
| 10. Oktober 2022  | amtierend         | Meritxell Serret       | * 1975 | Esquerra Republicana de Catalunya     | Regierung Aragonès   |